# Wroughtonia spinator

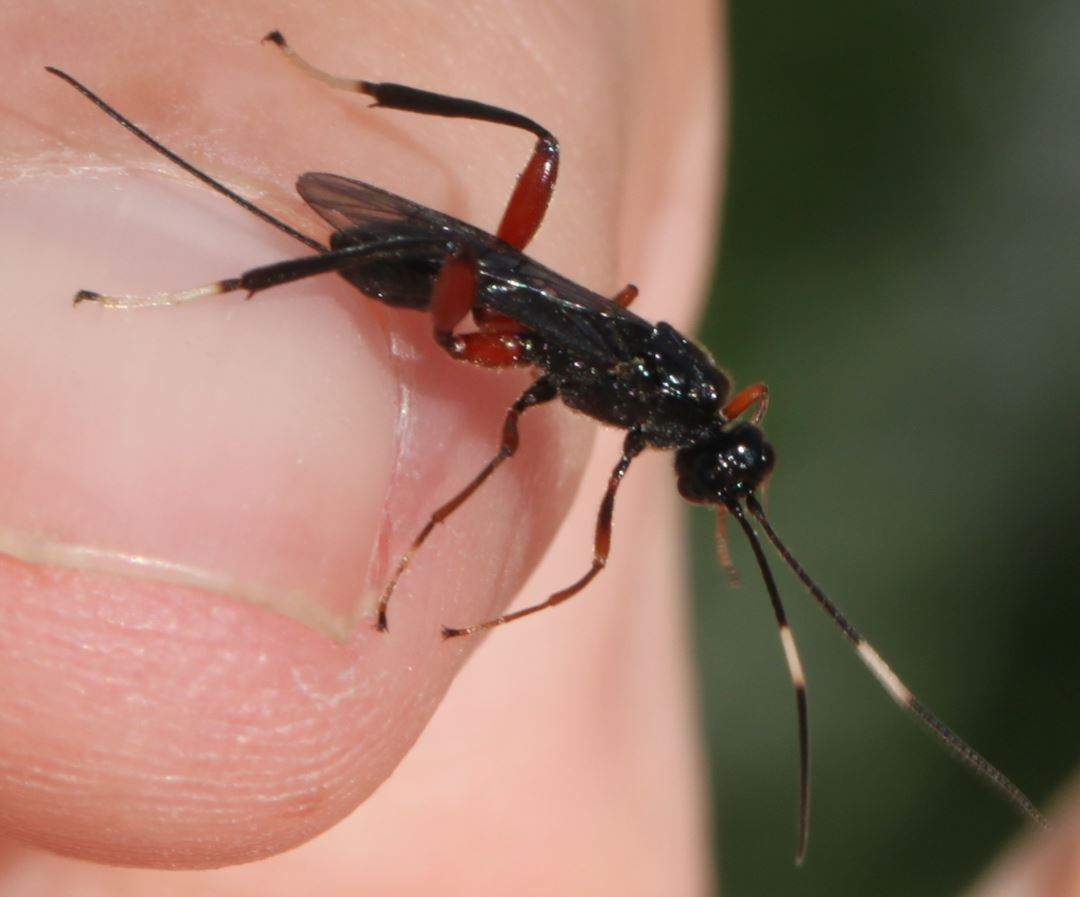

Wroughtonia spinator ist eine parasitisch lebende Hautflüglerart aus der Unterfamilie Helconinae innerhalb der Familie der Brackwespen (Braconidae).

## Merkmale
Die Brackwespen erreichen eine Körperlänge von 7–8 mm. Sie besitzen eine schwarze Grundfarbe. Die schwarzen Fühler besitzen auf halber Länge ein weißes Band. Femora und Tibiae der vorderen und mittleren Beine sind rötlich. Die hinteren Femora besitzen einen ventralen Zahn. Die hinteren Femora sind außerdem vollständig sowie die hinteren Coxae fast vollständig rötlich gefärbt. Die hinteren Tarsen sind auffällig weiß gefärbt. Die Randzelle des Hinterflügels ist auffallend apikal verbreitert.

## Verbreitung
Die Brackwespenart kommt im westlichen Mitteleuropa vor. Ihr Verbreitungsgebiet reicht im Norden bis nach Großbritannien, Schweden und Norwegen. Im Süden ist sie in Frankreich und Italien vertreten. Auf der Iberischen Halbinsel, in Ost- und Südosteuropa fehlt die Art. Ferner kommt Wroughtonia spinator im Fernen Osten (China, Taiwan und Japan) vor.

## Lebensweise
Die Larven von Wroughtonia spinator entwickeln sich im Inneren ihres weiterlebenden und weiterwachsenden Wirts (koinobionter Endoparasitoid). Als Wirte nutzt die Brackwespenart holzbohrende Käferlarven aus der Familie der Bockkäfer. Die Brackwespen spüren die Larven, die sich unter der Rinde von Bäumen entwickeln, auf. Sie legen mit Hilfe ihres Legestachels ihre Eier an der Käferlarve ab. Die geschlüpften Brackwespenlarven ernähren sich von der Käferlarve.
Zu den Wirten zählen folgende Arten:
- Echter Widderbock (Clytus arietis)
- Graubindiger Augenfleckbock (Mesosa nebulosa)

## Taxonomie
In der Literatur finden sich folgende Synonyme:
- Helcon annulicornis Nees, 1834
- Helcon spinator Lepeletier & Audinet-Serville, 1825
- Helconidea annulicornis (Nees, 1834)
- Wroughtonia annulicornis (Nees, 1834)